# Robert Forster
Robert Forster, född 13 juli 1941 i Rochester i New York, död 11 oktober 2019 i Los Angeles i Kalifornien, var en  amerikansk skådespelare.

## Biografi
Robert Forster föddes i Rochester, New York 1941 och blev först intresserad av skådespeleri när han gick på Ster Madison High School, där han framträdde som en sång- och dansman i musikaliska revyer. 
Efter att ha tagit en kandidatexamen i psykologi från Rochester 1963, tog Forster en lärlingsplats på East Roche Theater, där han framträdde i pjäser som West Side Story. Han flyttade till New York 1965, där hans första stora genombrott blev en huvudroll i Mrs. Dally Has a Lover, tillsammans med Arlene Francis. Men efter pjäsens gång, var det svårt att hitta arbete på teatern. Forster reste tillbaka till Rochester, där han jobbade som lärarvikarie och byggnadsarbetare, tills en agent från 20th Century Fox erbjöd honom jobb. Hans filmdebut var en liten roll i dramat Reflexer i ett gyllene öga (1967), där han spelade mot Elizabeth Taylor och Marlon Brando. Forster fortsatte att uppträda i mindre roller vid sidan av några av Hollywoods högre aktade skådespelare i filmer som Den röda skuggan (1968), Det kalla ögat (1969), och en stor roll i Justine (1969). Han fortsatte att agera i filmer, men tog också rollen som en hårdkokt detektiv i den kortlivade TV-serien Banyon (1971).
Forster dök också upp i anmärkningsvärda delar av Det svarta hålet (1979), Avalanche (1978), hade huvudrollen i kultskräckfilmen Alligator (1980), och rollen som en fabriksarbetare som blev brottsbekämpare i thrillern Vigilante (1983). Forster tog också huvudrollen som en taxichaufför i Gatans hämnare (1983) av regissören Norbert Meisel. En rad av actionrullar följde, och den mest anmärkningsvärda är Styrka Delta Force (1986), med Chuck Norris. Vid slutet av 1980-talet började Forsters skådespelarkarriär sina, och det blev färre och färre roller för honom. Om det fanns någon, skulle han kastas in småroller som skurkar. Forster började sedan arbeta som en motivationstalare och skådespelarcoach i Hollywoods filmskolor.
Men i mitten av 1990-talet återuppstod Forsters karriär när manusförfattaren och regissören Quentin Tarantino, som var ett stort fan av Forster tidigare verk, erbjöd honom en audition för en roll i sin nya film. Efter sju timmars audition gav Tarantino Forster rollen som den tuffa, men sympatiska Max Cherry i Jackie Brown (1997), vilken gav honom en Oscarsnominering. Hans framgång gav honom mer högprofilerade huvudroller i filmer som All the Rage (1999), Gus Van Sants Psycho (1998), (en remake av Alfred Hitchcocks film från 1960), och Supernova (2000). På den senare tiden har han setts i TV-serier som Heroes, Alcatraz, Twin Peaks samt en liten roll i Breaking Bad.

## Filmografi
| År        | Titel                            | Roll                    | Notering |
| --------- | -------------------------------- | ----------------------- | --- |
| 1967      | Reflexer i ett gyllene öga       | menige L.G. Williams    | |
| 1967      | N.Y.P.D.                         | Tony                    | (TV-serie, 1 episod: "To Catch a Hero") |
| 1968      | Ett fall för Clinton Judd        | Ray Elliott             | (TV-serie, 1 episod: "In a Puff of Smoke") |
| 1968      | Den röda skuggan                 | Nick Tana               | |
| 1969      | Justine                          | Narouz                  | |
| 1969      | Det kalla ögat                   | John Cassellis          | |
| 1970      | Cover Me Babe                    | Tony Hall               | |
| 1971–1973 | Banyon                           | Miles Banyon            | (TV-serie, 9 episoder) |
| 1973      | Don Angelo är död                | Frank                   | |
| 1974      | Nakia                            | vicesheriff Nakia Park  | (TV-serie, 14 episoder) |
| 1975–1977 | Police Story                     | Bob Vandon              | (TV-serie, 5 episoder) |
| 1977      | Stuntmän                         | Glen Wilson             | |
| 1978      | Lavinen                          | Nick Thorne             | |
| 1979      | The Lady in Red                  | Turk                    | Onämnd |
| 1979      | Det svarta hålet                 | kapten Dan Holland      | |
| 1980      | Alligator                        | David                   | |
| 1981      | Goliath Awaits                   | Jeff Selrik             | TV-film |
| 1981      | Heartbreak High                  | tränare Alan Arnoldi    | |
| 1983      | Vigilante                        | Eddie Marino            | |
| 1983      | Gatans hämnare                   | Jason Walk              | |
| 1985      | Magnum, P.I.                     | Tyler Peabody McKinney  | (TV-serie, 2 episoder) |
| 1986      | Styrka Delta Force               | Abdul Rafai             | |
| 1986      | Harrys Kungarike                 | Harry Petry             | Också producent och regissör |
| 1987      | Berättelser från andra sidan     | Gary Gooley             | (TV-serie, 1 episod: "The Milkman Cometh") |
| 1989      | The Banker                       | Dan                     | |
| 1990      | Fiender                          | Yates                   | |
| 1991      | Checkered Flag                   | Jack Cotton             | |
| 1991      | 29th Street                      | Sgt. Tartaglia          | |
| 1993      | American Yakuza                  | Littman                 | |
| 1995      | Scanner Cop 2                    | kapten Jack Bitters     | |
| 1996      | Original Gangstas                | Detektiv Slatten        | |
| 1997      | Random Killer                    | Jake Nyman              | |
| 1997      | Jackie Brown                     | Max Cherry              | Kansas City Film Critics Circle Award för bästa manliga biroll Nominerad-Acedemy Award för bästa manliga biroll Nominerad-Chicago Film Critics Association Award för bästa manliga biroll Nominerad-Saturn Award för bästa manliga biroll |
| 1998      | Fönstret åt gården               | Detektiv Charlie Moore  | TV-film |
| 1998      | Psycho                           | Dr. Simon               | |
| 1998      | Outside Ozona                    | Odell Parks             | |
| 1999      | All the Rage                     | Tyler                   | |
| 1999      | Kiss Toledo Goodbye              | Sal Fortuna             | |
| 1999      | Demolition University            | Gentry                  | |
| 2000      | Supernova                        | A.J. Marley             | |
| 2000      | Lakeboat                         | Joe Kitko               | |
| 2000      | Mina jag & Irene                 | överste Parington       | |
| 2000      | Diamond Men                      | Eddie Miller            | |
| 2001      | Mulholland Drive                 | Detektiv Harry McKnight | |
| 2001      | Human Nature                     | Nathan's pappa          | |
| 2001      | Finder's Fee                     | officer Campbell        | |
| 2002      | Lone Hero                        | Gus                     | |
| 2002      | Strange Hearts                   | Jack Waters             | |
| 2002      | De magiska skorna                | tränare Wagner          | |
| 2002–2003 | Fastlane                         | Raymond Ray             | (TV-serie, 2 episoder) |
| 2002      | Mord i Greenwich                 | Steve Carroll           | TV-film |
| 2003      | Confidence                       | Morgan Price            | |
| 2003      | Charlies änglar - Utan hämningar | Roger Wixon             | |
| 2003      | Grand Theft Parsons              | Stanley Parsons         | |
| 2003–2004 | Karen Sisco                      | Marshall Cisco          | (TV-serie, 10 episoder) |
| 2004–2005 | Huff                             | Buff Huffstodt          | (TV-serie, 4 episoder) |
| 2005      | Justice League Unlimited         | presidenten             | (röst i TV-serie, 2 episoder) |
| 2005      | The Hunt for the BTK Killer      | Detektiv Jason Magida   | |
| 2006      | Numb3rs                          | Agent Thomas Lawson     | (TV-serie, 1 episod: "Protest") |
| 2006      | Firewall                         | Harry Romano            | |
| 2006      | Lucky Number Slevin              | Murphy                  | |
| 2007      | D-War                            | Wilson                  | |
| 2007      | Rise                             | Lloyd                   | |
| 2007      | Cleaner                          | Arlo Grange             | |
| 2007      | Desperate Housewives             | Nick Delfino            | (TV-serie, 1 episod: "Now I Know, Don't Be Scared") |
| 2008      | Jack and Jill vs. the World      | Norman                  | |
| 2008      | Simpsons                         | Lucky Jim               | (röst i TV-serie, 1 episod - Sex, Pies and Idiot Scrapes) |
| 2008      | Heroes                           | Arthur Petrelli         | (TV-serie, 9 episoder) Nominerad-Saturn Award för bästa gästroll - TV |
| 2009      | Thick as Thieves                 | Lt. Weber               | |
| 2009      | Flickvänner från förr            | Sgt. Volkom             | |
| 2010      | Middle Men                       | Louie                   | |
| 2011      | Girl Walks Into a Bar            | Dodge                   | |
| 2011      | CSI: NY                          | Joe Vincent             | (TV-serie, 1 episod) |
| 2011      | The Descendants                  | Scott Thorson           | Nominerad-Broadcast Film Critics Association Award för bästa rollbesättning Nominerad-Gotham Award för bästa rollbesättning Nominerad-Screen Actors Guild Award för bästa rollbesättning - Film                                           |
| 2012      | Alcatraz                         | Ray Archer              | (TV-serie, 4 episoder) |
| 2012      | Transformers: Prime              | General Bryce           | (TV-serie, 1 episod) |
| 2012      | Last Man Standing                | Bud Baxter              | (TV-serie, 2 episoder) |
| 2013      | Olympus Has Fallen               | General Edward Clegg    | |
| 2013      | Breaking Bad                     | Ed                      | (TV-serie, 1 episod: "Granite State") Nominerad-Saturn Award för bästa gästroll - TV |
| 2014      | Autómata                         | Robert Bold             | |
| 2017      | Twin Peaks                       | Frank Truman            | (TV-serie) |
| 2019      | El Camino: A Breaking Bad Movie  | Ed                      | |

### Fotnoter
1. ↑  Deadline Hollywood, läs online.[källa från Wikidata]
2. ↑  USA:s kongressbibliotek, id-nummer i USA:s kongressbiblioteks katalog: no92009100n78089035.[källa från Wikidata]
3. ↑  https://www.expressen.se/noje/breaking-bad-skadisen-dod/